# Esforço de guerra

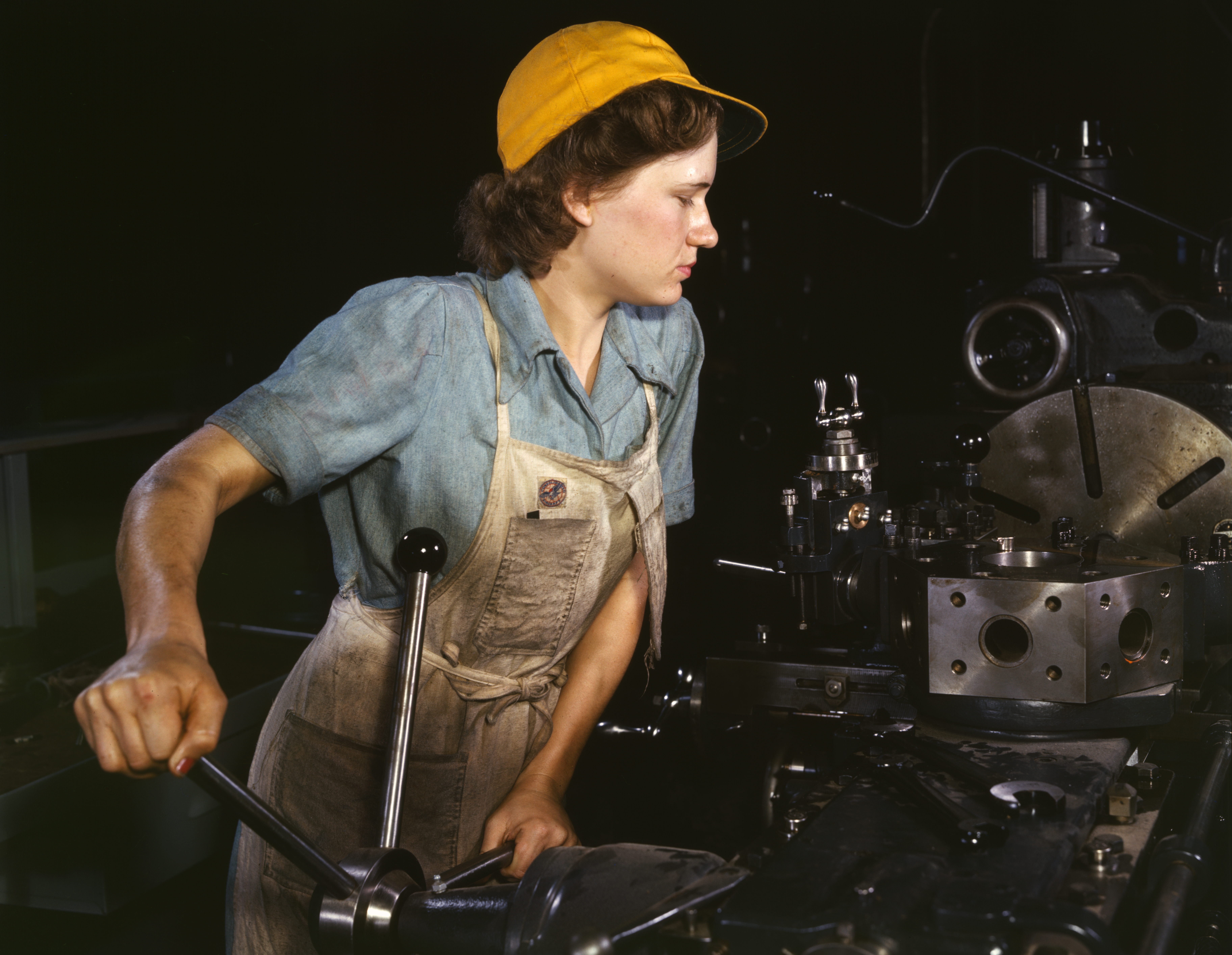
Durante a 2.ª Guerra Mundial, as mulheres tiveram de preencher posições de trabalho antes ocupadas por homens.

Em política e planejamento militar, esforço de guerra refere-se a uma mobilização social coordenada de recursos industriais e humanos visando o suporte de uma força militar. Dependendo da militarização da cultura, o tamanho relativo das forças armadas, o estilo de governo e o suporte popular aos objetivos militares, tal esforço de guerra pode abranger de uma pequena indústria ao comando completo da sociedade.
O conceito não era usado amplamente até o século XIX, quando os líderes da Revolução Francesa chamaram pelo levée en masse e uma mobilização geral da sociedade para impedir as forças monarquistas de reivindicar o controle do governo francês. O conceito foi posteriormente adaptado e usado por Prússia, Grã-Bretanha e Estados Unidos, especialmente durante a Primeira e Segunda Guerras Mundiais. O termo "esforço de guerra" foi criado em conjunção com esses empenhos.

## Economia
Embora certas sociedades, especialmente invasores nômades e sociedades de cavalaria móvel, como os mongóis, se especializassem em fornecer apoio semelhante a um esforço de guerra para seus exércitos, surgiu a ideia de um esforço de guerra especializado que desviasse suprimentos, meios de produção e pessoas para apoio militar em uso geral apenas com o aumento da especialização da revolução industrial. Anteriormente, a maioria dos suprimentos militares eram elementos comuns da economia (alimentos, roupas, cavalos) ou instrumentos especializados produzidos apenas para fins de guerra por indústrias dedicadas a essa tarefa (principalmente armas e veículos militares).

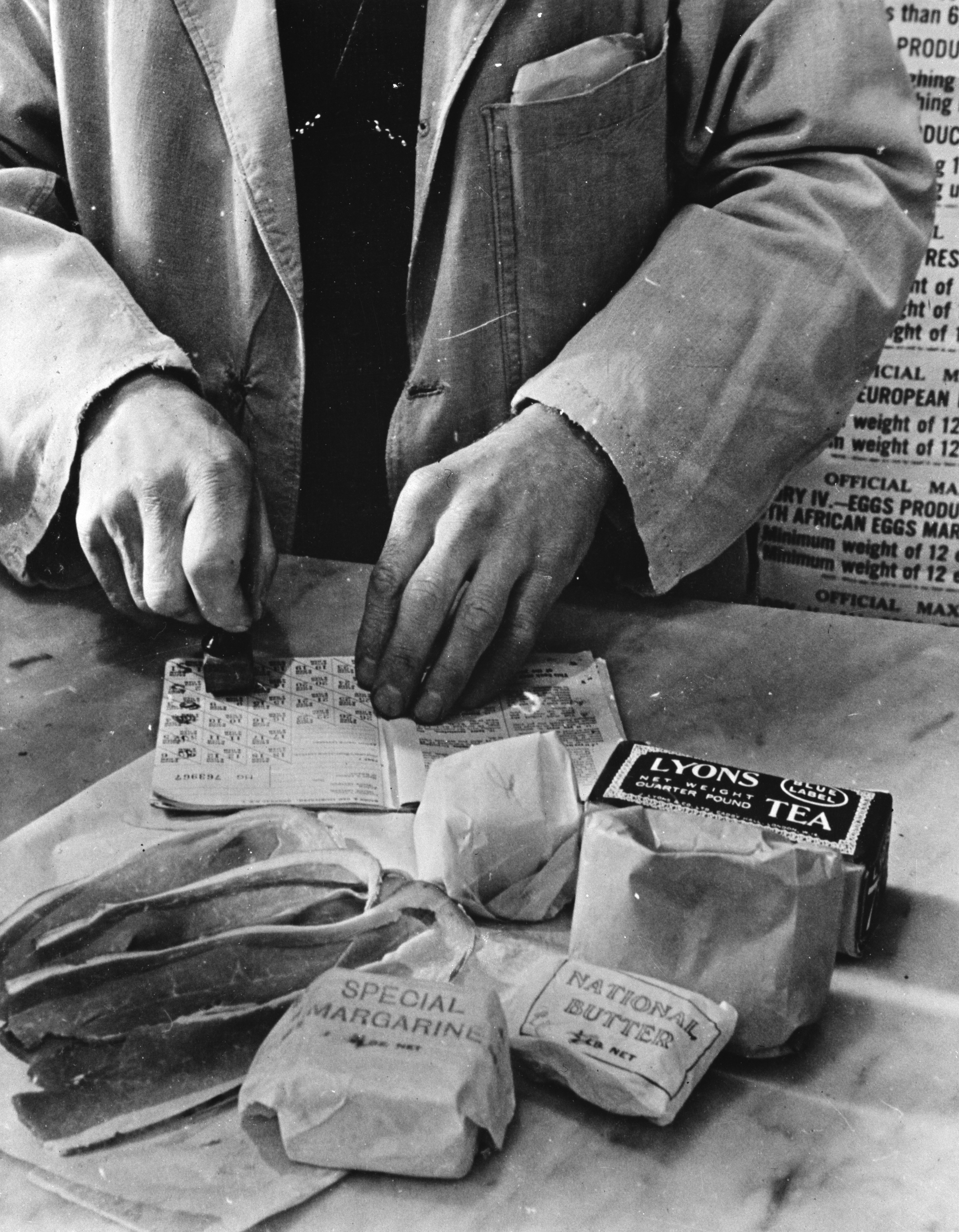
Racionamento civil: um lojista cancela cupons na caderneta de racionamento de uma dona-de-casa britânica.

Além disso, nas sociedades feudais, os camponeses, a grande maioria da população, muitas vezes viam a guerra como um negócio dos aristocratas e não se sentiam especialmente obrigados a fazer um esforço extra para ajudar a aristocracia de seu país a vencer uma guerra com a de outro país. O conceito moderno de um estado pertencente ao seu "povo" trazia a concomitante suposição de que a guerra era assunto de todos e que se esperava que todos, combatentes ou não, contribuíssem ativamente para vencê-la.
O uso cruzado de elementos da sociedade e da economia em tempos de paz para usos em tempos de guerra tornou-se importante devido à escassez de mão de obra e ao grande tamanho dos exércitos e materiais especializados usados para a produção de guerra (borracha, alumínio, aço, etc.). As decisões complexas envolvidas na conversão para uso em tempo de guerra também exigiam organização e burocracia; o termo esforço de guerra foi cunhado para descrever essas tarefas coletivas.
Implícito no conceito de esforço de guerra estava que se esperava que toda a sociedade contribuísse de alguma forma; isso serviu ao duplo propósito de melhorar o moral, bem como a conservação de recursos.
Um esforço de guerra também foi usado para ajudar as empresas a crescer. Um exemplo disso foi quando os militares contrataram empresas como a Boeing para produzir recursos de guerra para eles. Isso acabaria por abrir espaço para inovação e avanços tecnológicos para essas empresas.
Intimamente relacionado está o conceito de frente doméstica - isto é, que civis engajados em perseguições de guerra (particularmente, produção industrial) estão na verdade também lutando contra o inimigo em uma "frente" própria, e que o resultado de sua "luta" (maior produtividade, abstenção de disputas trabalhistas, greves, etc.) podem determinar a diferença entre a vitória e a derrota.